# Euphorbia poissonii
Euphorbia poissonii ist eine Pflanzenart aus der Gattung Wolfsmilch (Euphorbia) in der Familie der Wolfsmilchgewächse (Euphorbiaceae).

## Beschreibung
Die sukkulente Euphorbia poissonii bildet Sträucher bis 1,5 Meter Höhe aus. Die stielrunden Triebe werden 2,5 bis 4 Zentimeter im Durchmesser und sind hellgrau gefärbt. Die 8 Millimeter großen Dornschildchen stehen etwa 1 Zentimeter auseinander und sind in 8 bis 10 Spiralen angeordnet. Die an der Spitze der Triebe dicht stehenden Blätter sind verkehrt eiförmig und sitzend. Sie bilden gestutzte bis ausgerandete Spitzen aus und werden bis 14 Zentimeter lang und 7 Zentimeter breit. An jüngeren Trieben verbleiben die Blätter längere Zeit.

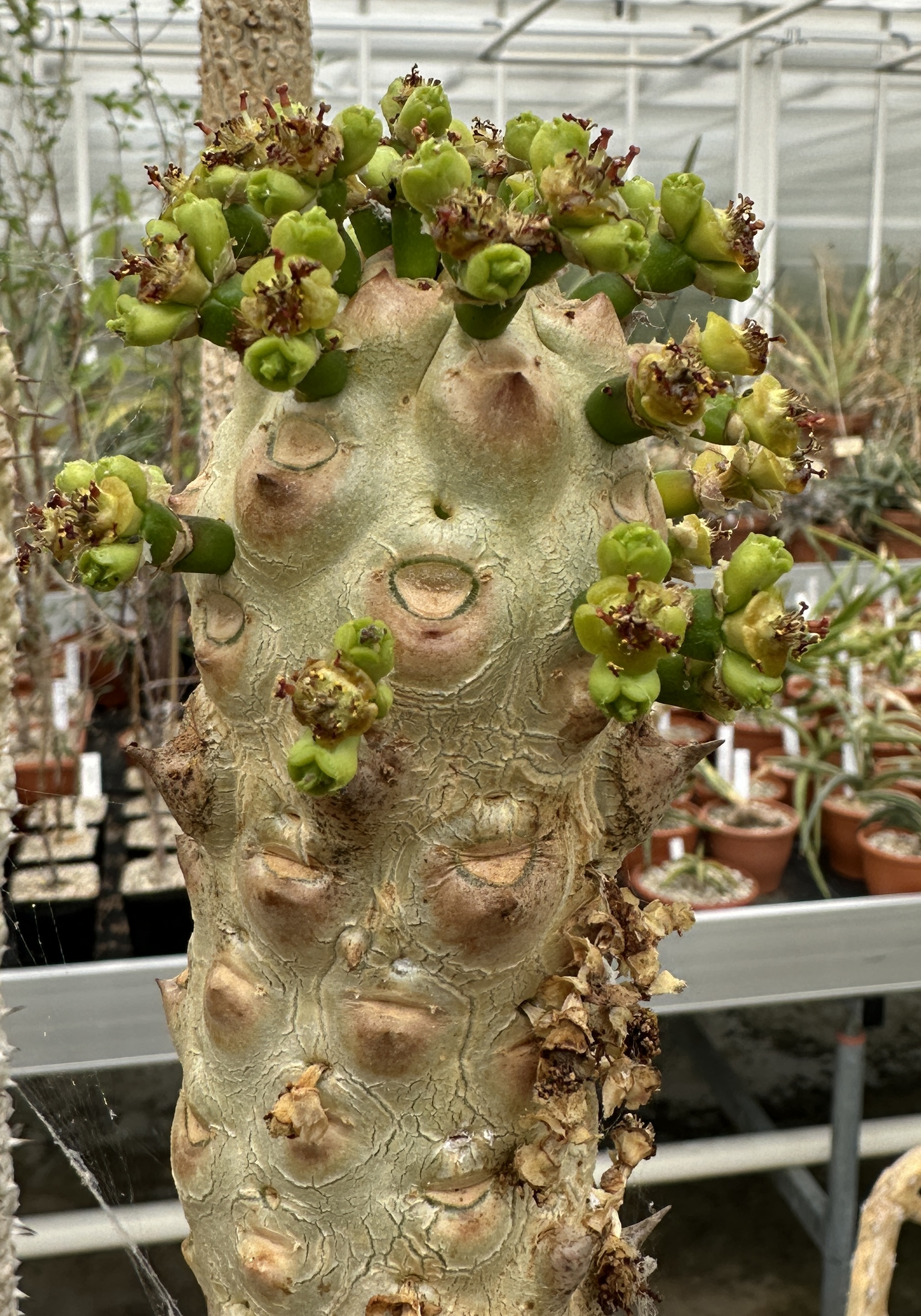
Blüten
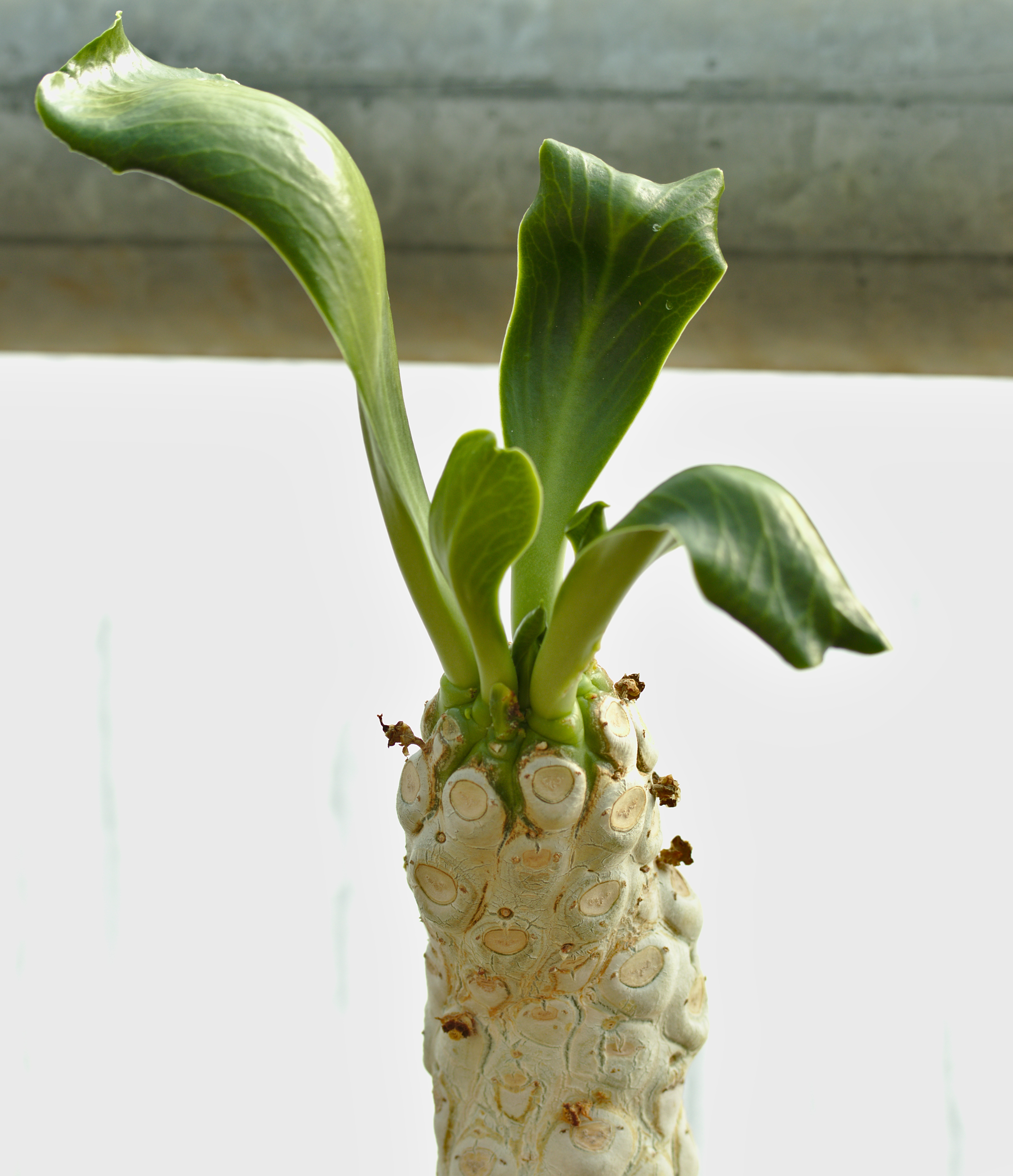
Blätter

Der Blütenstand besteht aus einzelnen und einfachen Cymen die mit kurzen Blütenstandstielen an den Triebspitzen stehen. Die Cyathien werden etwa 8 Millimeter im Durchmesser groß. Die elliptischen Nektardrüsen sind grün und berühren sich. Die tief gelappte Frucht erreicht einen Durchmesser von 5 bis 6 Millimeter. Der glatte Samen ist eiförmig und wird 2,25 Millimeter breit und 2 Millimeter lang.

## Verbreitung und Systematik
Euphorbia poissonii ist in Westafrika, in Ghana und weiter östlich bis Nigeria verbreitet.
Die Erstbeschreibung der Art erfolgte 1902 durch Ferdinand Albin Pax.